# Botão do Pânico
Botão do Pânico é um dispositivo criado na cidade de Vitória (Espírito Santo) para ajudar o Tribunal de Justiça do estado no combate contra a violência sobre as mulheres. O botão do pânico é um dispositivo eletrônico de segurança preventiva que possui GPS e também gravação de áudio. Desde 2013 mulheres que se sentem ameaças pelos próprios parceiros ou por ex-maridos ou namorados contam com o dispositivo importante de proteção. 
O objetivo é reduzir os altos indicies de violências domesticas que vinham crescendo na capital. O equipamento foi distribuído para 100 mulheres que estão sob medida protetiva na 11ª Vara Criminal de Vitória e pode ser acionado caso o agressor não mantenha a distância mínima garantida pela Lei Maria da Penha. Ele capta e grava a conversa num raio de até cinco metros. A gravação poderá ser utilizada como prova judicial. Para garantir agilidade no atendimento ao pedido de proteção, a administração municipal disponibiliza viaturas da guarda 24 horas. Quando a portadora não utilizar o carregador do equipamento, um dispositivo alerta a central de monitoramento que envia imediatamente uma mensagem para o contato telefônico da mulher. Caso não entre em contato ou não carregue a bateria após três mensagens de aviso, uma viatura é enviada até a residência.O Botão de Pânico tem ganhado visibilidade nacional, com isso sua utilidade passou a se ampliar. 
Em meados de 2013 começam a surgir ideias que utilizam o Botão de Pânico como uma tecnologia que beneficia deficientes e idosos em caso de emergência. O objetivo é reduzir o número de idosos que morrem ou que ficam com complicações graves após uma queda. O dispositivo possui sensor de queda e qualquer acidente com o idoso o Botão de Pânico é acionado automaticamente, enviando uma mensagem para uma central de monitoramento que funciona 24 horas. Com a ajuda do botão de pânico o idoso recebe socorro em um tempo recorde, evitando um agravamento da situação por falta de socorro imediato. 

No Brasil já existem Botões de Pânico que são usados como uma tecnologia assistiva para idosos. Alguns são: Botão do Bem, Click Help, Botoeiras de Emergência Shelter, Alarme Idoso com Botão Pânico, Sirene Discadora e alguns outros que têm se espalhado por todo território nacional.